# 田沼雄一郎
田沼 雄一郎（たぬま ゆういちろう、1968年9月17日 - ）は、日本の漫画家、イラストレーター。男性。埼玉県出身。『漫画ホットミルク』1988年12月号（白夜書房）掲載の『少女エゴエゴ魔法屋稼業』でデビュー。
近年は主に成人向け漫画雑誌で活動中。また、秋緒たかみ（あきお たかみ）名義でも、成人向け漫画を発表している。

## 作品リスト

### 単行本

#### 一般作品
- 『シャイニング・フォース』 徳間書店〈少年キャプテンコミックス〉、全3巻
  1. 1992年9月発売、ISBN 4-19-832100-0
  2. 1993年7月発売、ISBN 4-19-833083-2
  3. 1993年10月発売、ISBN 4-19-833111-1
- 『GO GO WEST 1』 1994年10月25日発売[2]、角川書店〈ドラゴンコミックス〉、ISBN 4-04-926043-3

#### 成人向け作品
1. 『プリンセス・オブ・ダークネス』 1990年12月発売、白夜書房〈ホットミルクコミックス〉、ISBN 4-89367-188-X
『少女エゴエゴ魔法屋稼業』の単行本化。
  - 『プリンセス・オブ・ダークネス（増補改訂版）』 1993年12月発売、白夜書房〈ホットミルクコミックス〉、ISBN 4-89367-380-7
  - 『プリンセス・オブ・ダークネス（増補改訂新装版）』 1996年2月発売、コアマガジン〈ホットミルクコミックス〉、ISBN 4-87734-051-3
2. 『LOVE ME』 1993年6月発売、白夜書房〈ホットミルクコミックス〉、ISBN 4-89367-326-2
  - 『LOVE ME』 1995年10月発売、コアマガジン〈ホットミルクコミックス〉、ISBN 4-87734-034-3
  - 『LOVE ME』 2001年9月1日発売[3]、コアマガジン〈ホットミルクコミックスEX〉、ISBN 4-87734-481-0
3. 『SEASON』 コアマガジン〈ホットミルクコミックス〉、全2巻
『漫画ホットミルク』1990年11月号 - 1992年3月号、1996年6月号 - 1998年5月号連載（一般誌連載による中断を挟む）。
  1. 1997年2月発売、ISBN 4-87734-102-1
  2. 1998年7月発売、ISBN 4-87734-193-5
4. 『G街奇譚―麼織青蛾の事件簿』 2000年11月発売、コアマガジン〈ホットミルクコミックス〉、ISBN 4-87734-404-7
5. 『PARTICIPET 吉奈賀くん奔走する』 2008年3月25日発売、コアマガジン〈メガストアコミックス〉、ISBN 978-4-86252-326-6
6. 『THE ARK FILE G』 2010年2月25日発売、コアマガジン〈メガストアコミックス〉、ISBN 978-4-86252-714-1
7. 『エロコメ』[4] 2010年4月29日発売[5]、ワニマガジン社〈ワニマガジンコミックススペシャル〉、ISBN 978-4-86269-123-1
8. 『FAT BOY FAIRYTALE』 2012年10月31日発売[6]、コアマガジン〈メガストアコミックス〉、ISBN 978-4-86436-395-2
9. 『EXACTLY!!』[7] 2015年12月25日発売[8]、ワニマガジン社〈ワニマガジンコミックススペシャル〉、ISBN 978-4-86269-408-9
10. 『ママパイ』 2017年10月31日発売[9]、コアマガジン〈メガストアコミックス〉、ISBN 978-4-86653-104-5
11. 『BANBITCHS！』 2017年12月1日発売[10]、コアマガジン〈MEGASTORE WEB COMICS〉、電子書籍
12. 『ママみ！』 2020年2月14日発売[11]、ワニマガジン社〈ワニマガジンコミックススペシャル〉、ISBN 978-4-86269-692-2
  - FALLING （COMIC失楽天 2019年1月号）
  - SPRINTER’S HIGH！ （COMIC失楽天 2016年1月号）
  - FALL！ （COMIC失楽天 2017年5月号）
  - だめせん （COMIC失楽天 2017年12月号）
  - 街の便利な電器屋さん （COMIC失楽天 2017年9月号）
  - マッチング （COMIC失楽天 2019年4月号）
  - ママ告 （COMIC失楽天 2016年8月号）
  - すきだらけ （COMIC失楽天 2018年4月号）
  - 滞納LOVERS （COMIC失楽天 2016年3月号）
  - Cross the line （COMIC失楽天 2019年7月号）
  - 夜の訪モン者 （COMIC失楽天 2018年9月号）

#### 成人向け作品（秋緒たかみ名義）
1. 『じゅぶないる』 2004年10月15日発売[12]、松文館〈ダイヤモンドコミックス〉、ISBN 4-7901-1349-3
2. 『ぼっきーず』 2005年12月19日発売[13]、松文館〈別冊エースファイブコミックス〉、ISBN 4-7901-1628-X

#### 単行本未収録作品
- 「御伽童子」 1990年、徳間書店『少年キャプテンSELECT』Vol.1掲載。
- 「獅子王メタルハート」 1999年1月 - 8月、角川書店『月刊コミックドラゴン』連載。

### イラスト
- 庄司卓
  - 『ダンシィング・ウィズ・ザ・デビルス』
    - 富士見ファンタジア文庫版
      - 『ダンシィング・ウィズ・ザ・デビルス』1992年1月。ISBN 978-4829124178。
      - 『波の間のエンブレイズ』1992年8月。ISBN 978-4829124574。
      - 『女神のかけら』1992年11月。ISBN 978-4829124710。
      - 『仮面のフィナーレ』1993年8月。ISBN 978-4829125144。

    - μNOVEL版
      - 『ダンシィング・ウィズ・ザ・デビルス【新装版】』 上、2016年2月。ISBN 978-4620210087。
      - 『ダンシィング・ウィズ・ザ・デビルス【新装版】』 下、2016年4月。ISBN 978-4620210148。

  - 『ダンシングウィスパーズ』1〜8（富士見ファンタジア文庫、富士見書房、1994年〜1998年）
    - 『踊れる吐息たち』1994年6月25日。ISBN 978-4829125694。
    - 『さまよう恋人たち』1994年10月25日。ISBN 978-4829125892。
    - 『いざなえる蝶たち』1995年6月25日。ISBN 978-4829126288。
    - 『堕ちたる力たち』1996年3月25日。ISBN 978-4829126776。
    - 『戸惑う人形たち』1996年9月25日。ISBN 978-4829127032。
    - 『天翔る亡霊たち』1997年9月25日。ISBN 978-4829127711。
    - 『目覚める女神たち』1997年12月25日。ISBN 978-4829127889。
    - 『時こえる声たち』1998年12月25日。ISBN 978-4829128602。

- 冴木忍『妖怪寺縁起 星空のエピタフ』（富士見ファンタジア文庫、富士見書房、1992年〜1993年）
  - 『妖怪寺縁起 星空のエピタフ』 上、1992年12月。ISBN 978-4829124741。
  - 『妖怪寺縁起 星空のエピタフ』 下、1993年3月。ISBN 978-4829124840。

- 友野詳
  - 『竜、蒼天に浮かぶ―央華封神外伝』メディアワークス〈電撃文庫〉、1997年6月。ISBN 978-4073063773。
  - 『無法伝・直撃の牙』朝日ソノラマ〈ソノラマ文庫〉、2002年3月。ISBN 978-4257769606。

- 榊一郎『ドラゴンズ・ウィル』富士見書房〈富士見ファンタジア文庫〉、1998年1月。ISBN 978-4829127964。

- 山下卓『微細回路少女師団(マイクロサーキットガールズ)』メディアワークス〈電撃文庫〉、2001年8月。ISBN 978-4840219013。

- 松谷雅志『鋼鉄忍法帖』朝日ソノラマ〈ソノラマ文庫〉、2002年9月。ISBN 978-4257769774。

- 神野オキナ
  - 『鬼姫斬魔行』角川春樹事務所〈ハルキ文庫〉、2000年11月。ISBN 978-4894567900。
  - 『封神機伝マカリゼイン』朝日ソノラマ〈ソノラマ文庫〉、2004年6月。ISBN 978-4257770336。
  - 『虚攻の戦士』1〜3（GA文庫、ソフトバンククリエイティブ、2006年〜2007年）
    - 『『ナツ』ノキオク』2006年1月14日。ISBN 978-4797334456。
    - 『偽リノ剣、穢レタ鎧』2006年6月14日。ISBN 978-4797336191。
    - 『五分間ノ神話』2007年11月15日。ISBN 978-4797336191。

  - 『刃の王 堕刻使いの旅立ち』朝日新聞出版〈朝日ノベルズ〉、2009年10月20日。ISBN 978-4022739247。